# CV-855
La CV-855 es una carretera autonómica valenciana que comunica Elche con la localidad de Dolores de una forma rápida y directa. Después de la N-340 esta vía es el principal acceso a Elche desde la comarca de la Vega Baja.

## Nomenclatura
La carretera CV-855 pertenece a la red de carreteras secundarias de la Generalidad Valenciana. Su nombre viene de la CV (que indica que es una carretera autonómica de la Comunidad Valenciana) y el 855, es el número que recibe dicha carretera, según el orden de nomenclaturas de las carreteras de la Comunidad Valenciana.

## Trazado actual
Tiene una longitud de 17 kilómetros. Esta carretera nace en la ciudad de Elche concretamente en la Avenida de Dolores desde allí pasando el casco urbano de la ciudad se dirige hacia el sur dirección Dolores. Sus primeros ocho kilómetros son desdoblados adquiriendo parámetros de Vía Parque con carril bici en los laterales. Pasada la rotonda del km 8 se convierte en carretera convencional hasta llegar a la localidad de Dolores, nueve kilómetros después. Cabe destacar que en el km 10 hay una intersección mediante rotonda con la CV-860 carretera que se dirige a Torrevieja pasando por las localidades de San Fulgencio, Daya Vieja, Rojales y Benijófar.